# Chappie
Chappie (ang. Chappie) – amerykański film fantastycznonaukowy z 2015 roku w reżyserii Neilla Blomkampa.

## Obsada
- Sharlto Copley jako Chappie (głos)
- Dev Patel jako Deon Wilson
- Hugh Jackman jako Vincent Moore
- Ninja jako Ninja
- ¥o-landi Vi$$er jako Yolandi
- Jose Pablo Cantillo jako Amerika
- Sigourney Weaver jako Michelle Bradley

## Odbiór
Film zarobił 102 miliony dolarów przy budżecie 49 milionów dolarów. Film otrzymał mieszane recenzje, na portalu Rotten Tomatoes średnia ocen wyniosła 32% ze 198 recenzji na stronie Metacritic średnią 41 na 100 z 39 recenzji.
Reżyser w wywiadzie stwierdził, że stworzył fabułę jako trylogię (choć dwie ostatnie części nie zostały jeszcze spisane) i chciałby zrealizować wszystkie trzy części, choć nie jest pewny „podstaw ekonomicznych” takiego przedsięwzięcia i odbioru przez publikę. Pomimo plotek o tworzeniu Chappie 2 reżyser je zdementował.